# Николаевска област
Николаевска област (на украински: Миколаївська область) е една от 24-те области на Украйна. Площ 24 585 km² (15-о място по големина в Украйна, 4,07% от нейната площ). Население на 1 януари 2019 г. 1 126 148 души (16-о място по население в Украйна, 2,63% от нейното население). Административен център град Николаев. Разстояние от Киев до Николаев 602 km.

## Историческа справка
През 1744 г. на брега на река Южен Буг, в северната част на днешната Николаевска област, е основано граничното руско Орловско укрепление, а селището, възникнало край него, през 1773 г. официално е утвърдено за град, носил през годините имената Орлик и Олвиопол (днес Первомайск). 
През 1790 година за град е признато основаното през предишната година селище Николаев, разположено в устието на Южен Буг, а през 1795 г. за град Очаков е признато селището, разположено на брега на Черно море (вторично е признато за град през 1938 г.). По време на съветската власт за градове са признати пет неселени места: Вознесенск (1938 г.), Нови Буг и Снигуривка (1961 г.), Нова Одеса (1976 г.) и Бащанка (1987 г.). Най-новият град Южноукраинск е утвърден за такъв след признаването на независимостта на Украйна през 2000 година. На 22 септември 1937 г. от източните райони на голямата Одеска област е образувана Николаевска област.

## Географска характеристика
Николаевска област е разположена в южната част на Украйна. На запад граничи с Одеска област, на север – с кировоградска област, на североизток – с Днепропетровска област, на изток и югоизток – с Херсонска област, а на юг се мие от водите на Черно море. В тези си граници заема площ от 224 585 km² (15-о място по големина в Украйна, 4,07% от нейната площ).
Релефът на областта е предимно равнинен, постепенно понижаващ се от около 200 m на север до 20 – 40 m на юг край бреговете на Черно море. По-голямата част от територията на областта се заема от Причерноморската низина, а в северните райони се простират крайните южни разклонения на обширното Приднепровското възвишение с височина до 240 m (48°07′24″ с. ш. 35°49′00″ и. д. / 48.123333° с. ш. 35.816667° и. д., в северната ѝ част, северно от село Елизаветовка в Братски район). Широките междуречни пространства се характеризират с наличието на обширни овални понижения, т.нар. „поди“, които през пролетта се запълват с вода и образуват временни езера
Климатът е умерено континентален. Зимата е мека и малоснежна със средна януарска температура от -4 до -5 °C. Лятото е горещо, ветровито, с чести суховеи, със средна юлска температура 27 °C. Годишната сума на валежите се колебае от 300 – 350 mm на юг до 450 mm на север, с максимум през лятото, като валежите падат предимно под формата на поройни дъждове. Продължителността на вегетационния период (минимална денонощна температура 5 °C) е средно около 210 денонощия.
Черноморското крайбрежие е силно разчленено от няколко големи лимана – Бугски, Березански, Тузловски, Тилигулски, Днепровски. Основните реки в областта са: Южен Буг, пресичащ западната част на областта от северозапад на югоизток, Ингул (ляв приток на Южен Буг) и Ингулец (десен приток на Днепър).
В северната част на областта преобладават обикновените черноземни почви, като на юг се сменят с южни черноземи и тъмнокафяви, слабо- и средно оподзолени черноземи. Срещат се солонци, солонцово-осолени, заблатени и торфени почви. В приречните и приморските райони са развити пясъчни и песъчливи почви, на места преминаващи в обширни пясъчни пространства. Почти цялата територия на областта се използва за земеделски нужди. Естествената степна растителност се е съхранила единствено по склоновете на овразите и суходолията. Горите и храстите заемат около 2% от територията на областта и са представени предимно от дъб, осика, клен, черна топола, бряст, бор. Площта на полезащитните пояси е около 29,3 km². Животинският свят е представен от лисица, заек, обикновен хомяк, лалугер и др., а от птиците се срещат пъдпъдък, дропла, фазан, сива патка, дива гъска, сива гъска, бекас, степна и полска чучулига и др.

## Население
На 1 януари 2019 г. населението на Николаевска област област е наброявало 1 126 148 души (2,63% от населението на Украйна). Гъстота 45,81 души/km². Градско население 67,86%. Етнически състав: украинци 81,9%, руснаци 14,1%, молдовани 1,0%, беларуси 0,7%, българи 0,4% и др.

## Административно-териториално деление
В административно-териториално отношение Николаевска област се дели на 5 областни градски окръга, 19 административни района, 19 града, в т.ч. 5 града с областно подчинение и 3 града с районно подчинение, 17 селища от градски тип и 4 градски района (в град Николаев).
| Административна единица | Площ (km²) | Население (2017 г.) | Административен център | Население (2017 г.) | Разстояние до Николаев (в km) | Други градове и сгт с районно подчинение |
| ----------------------- | ---------- | ------------------- | ---------------------- | ------------------- | ----------------------------- | ---------------------------------------- |
| Областен градски окръг  |            |                     |                        |                     |                               |                                          |
| 1. Вознесенск           | 23         | 34 607              | гр. Вознесенск         | 34 607              | 91                            |                                          |
| 2. Николаев             | 253        | 485 064             | гр. Николаев           | 485 064             | -                             |                                          |
| 3. Очаков               | 12         | 14 151              | гр. Очаков             | 14 151              | 69                            |                                          |
| 4. Первомайск           | 25         | 64 588              | гр. Первомайск         | 64 588              | 165                           |                                          |
| 5. Южноукраинск         | 24         | 39 795              | гр. Южноукраинск       | 39 795              | 124                           |                                          |
| Административен район   |            |                     |                        |                     |                               |                                          |
| 1. Арбузински           | 1318       | 19 751              | сгт Арбузинка          | 6266                | 131                           | Константиновка                           |
| 2. Бащански             | 1706       | 37 240              | гр. Бащанка            | 12 525              | 66                            |                                          |
| 3. Березански           | 1378       | 22 945              | сгт Березанка          | 4114                | 57                            |                                          |
| 4. Березнеговатски      | 1264       | 19 963              | гсгт Березнеговатое    | 7552                | 97                            |                                          |
| 5. Братски              | 1129       | 17 589              | сгт Братское           | 5164                | 125                           |                                          |
| 6. Веселиновски         | 1245       | 22 593              | сгт Веселиново         | 5785                | 84                            | Токарьовка                               |
| 7. Витовски             | 1460       | 50 110              | гр. Николаев           |                     | -                             | Воскресенское, Первомайское              |
| 8. Вознесенски          | 1392       | 29 835              | гр. Вознесенск         |                     | 91                            | Александровка                            |
| 9. Врадиевски           | 801        | 17 198              | гсгт Врадиевка         | 8275                | 169                           |                                          |
| 10. Доманевски          | 1458       | 24 986              | сгт Доманевка          | 5972                | 129                           |                                          |
| 11. Еланецки            | 1018       | 15 228              | сгт Еланец             | 4838                | 90                            |                                          |
| 12. Казанковски         | 1349       | 19 236              | сгт Казанка            | 6972                | 130                           |                                          |
| 13. Кривоозерски        | 914        | 24 265              | сгт Кривое Озеро       | 7583                | 215                           |                                          |
| 14. Николаевски         | 1430       | 29 923              | гр. Николаев           |                     | -                             | Олшанское                                |
| 15. Новобугски          | 1243       | 30 504              | гр. Нови Буг           | 15 258              | 100                           |                                          |
| 16. Новоодески          | 1428       | 33 007              | гр. Нова Одеса         | 11 903              | 44                            |                                          |
| 17. Очаковски           | 1488       | 15 185              | гр. Очаков             |                     | 69                            |                                          |
| 18. Первомайски         | 1319       | 29 421              | гр. Первомайск         |                     | 165                           | Подгорная                                |
| 19. Снигуривски         | 1395       | 39 643              | гр. Снигуривка         | 13 454              | 70                            |                                          |